# Nieuwe-Vaart
Nieuwe-Vaart is een buurtschap in het dorp Capelle in de Nederlandse provincie Noord-Brabant. Het betreft een straat, die zich in het zuidelijke deel van Capelle bevindt. Capelle behoort tot de gemeente Waalwijk.
Hoofdplaats: Waalwijk      Dorpen: Capelle · Sprang · Vrijhoeve-Capelle · Waspik · Waspik-Zuid

Buurtschappen: Nieuwe-Vaart · Oosteind · Sprangsevaart

Noord-Brabant: Steden en dorpen      Nederland: Provincies · Gemeenten